# 森花子
森 花子（もり はなこ、1984年8月25日 - ）は、NHKのアナウンサー。千葉県いすみ市（旧・夷隅郡岬町）出身。

## 来歴

### 幼少期から学生時代
岬町立（現・いすみ市立）岬中学校、木更津総合高等学校、茨城大学教育学部卒業。
小学校1年生の時から、地元の剣道クラブ（岬町少年剣友会）で剣道を始める。地元のクラブでバスケット、陸上、剣道など色々なスポーツを経験したが「母が、剣道の試合で私と妹がメダルを掛けられる夢を見て、剣道中心になった」という。中学・高校時代には全国大会に出場した。大学3年生の時には、第39回全日本女子学生剣道選手権大会で3位に入賞。

### NHKに入局
2007年、NHKに入局。甲府放送局でデビュー。
2008年11月、剣道経験がある茨城県出身の一般人男性と結婚。
2009年に第一子となる息子を出産した。1年間の育児休暇を経て、2010年6月に甲府放送局への職場復帰を果たしたが、2か月後（7月29日付）の人事異動で水戸局に異動。異動後は、茨城県向けの地域放送番組を担当する一方で、NHK放送センター制作の全国向けテレビ番組でも随時進行役を務めた。
2014年夏の定期異動でNHK放送センター（東京アナウンス室）に移った。放送センター勤務時は家族を茨城県に残しての単身赴任だった。東京に転勤する際には水戸市から水戸大使を委嘱されている。
2017年春の改編で、2度目となる水戸放送局に異動。
2018年12月に再び産休入りし、育児休職を経て2020年2月に復帰した。その後2021年春の改編で、こちらも2度目となるNHK放送センター（東京アナウンス室）に異動。
2023年春の改編で、3度目となる水戸放送局に異動。異動前に担当していたあさイチのリポーターについては北関東地域中継の専任となるが、引き続き担当することになっている。
2024年4月6日より18年ぶりに復活する教養ドキュメンタリー番組『新プロジェクトX〜挑戦者たち〜』を有馬嘉男記者とともに総合司会を担当することが同年2月14日に決定した。

## 人物
- 家族：三姉妹の長女で、2歳下（テレビ朝日の森葉子）[1][9]と、3歳下の妹がいる[1]。父親が植物好きで、三姉妹とも植物にちなんだ名前である[9]。
- 趣味・特技：剣道[16]、素振り[17]、腹筋運動[18]。剣道は4段[17]で、妹の葉子も4段の腕前を持つ[19]。
- 好きな食べ物：餃子、お寿司、納豆[16]
- 心身リフレッシュ術：竹刀で素振り、旅行、パワースポットめぐり[16]

## 出演
太字は現在出演（担当）中。

### 甲府放送局時代
- 金曜山梨「パズルでGO!」
- 着信御礼!ケータイ大喜利（2007年8月4日、2008年1月1日・3月15日、2010年9月18日）[注釈 2]
- これこそ!わが町 元気魂（2008年1月2日）
- ゆうどきネットワーク（2009年2月9日 - 2月13日）
  - ※当時東京アナウンス室の安部みちこが産前産後休暇に入ったことから、代理司会を担当。
- NHK BS1ナデシコパ。特別編成（スタジオ進行役）
- 山梨県地上デジタル放送推進CM3部作（2008年）[注釈 3]

### 水戸放送局時代（1度目）
- 首都圏ネットワーク（2011年8月29日 - 9月2日）
  - 上條倫子の夏季休暇に伴う代理司会。
- もうすぐ9時プレマップ（2011年8月29日 - 9月1日）
  - 上條倫子の夏季休暇に伴う代理司会。
- NHKのど自慢チャンピオン大会2012（2012年3月17日、場内リポーター）
- NHKニュース&ロンドンオリンピック（2012年7月25日 - 8月3日）[注釈 4]
- ここはふるさと 旅するラジオ（2012年10月1日 - 10月4日、NHKラジオ第1放送、水戸放送局担当分）
- 絶対笑者（2013年5月6日、伊集院光と共に司会を担当）
- とれたてワイドいばらき（水戸放送局、「森花のエンジョイ子育て」担当）
- 今夜も生でさだまさし〜ナイストゥ水戸ユー!〜（2013年8月25日、水戸局からの全国放送）
- 第11回Jリーグ開幕スペシャル（2014年3月1日）[注釈 5]

### 東京アナウンス室時代（1度目）
- 週末プレマップ（2014年9月27日、担当の橋本奈穂子が金曜eyeに出演のため代理出演）
- NHKニュースおはよう日本 スポーツコーナー（2015年3月30日 - 2017年3月31日）

### 水戸放送局時代（2度目）
- 茨城県のニュース
- いば6（キャスター・2017年4月3日 - 2018年12月7日）
- 今夜も生でさだまさし〜大型連休にジャスト水戸!〜（2017年4月30日、水戸放送局からの全国放送）
- 茨城スペシャル「クイズ茨城王決定戦」（2017年12月26日、2018年5月2日、2020年2月14日。いずれも回答者として出演。水戸放送局）
- ピョンチャンオリンピック デイリーハイライト（2018年2月20日 - 23日。青井実と司会を担当）
- 旬感☆ゴトーチ!（2018年6月11日・13日・7月16日。中継リポーター）[注釈 6]

### 東京アナウンス室時代（2度目）
- タカアンドトシのお時間いただきます（2021年3月31日 - 2023年3月8日、NHKラジオ第1放送）
- あさイチ（リポーター、2021年4月 - 2023年3月）
- 宇宙の人気番組「いとしの地球アワー」（2021年5月5日、NHK総合） - 宇宙人アナウンサー
- チコちゃんに叱られる! （2022年1月14日） - NHKマンホールNEWS キャスター役

### 水戸放送局時代（3度目）
- あさイチ（北関東地域リポーター:2023年4月10日 - ）
  - 東京アナウンス室在籍時から継続して担当する。
- 茨城県のニュース
- 茨城ニュース845（ローテーション制）
- 令和6年能登半島地震の災害報道対応による金沢放送局への応援派遣
  - おはよう石川（2024年1月15日 - 18日）
  - 能登半島地震石川県のニュース・ライフライン情報（2024年1月15日 - 18日、巡回アナ）[注釈 7]
- いば6（番組自体は2度目）
  - 水曜キャスター:2024年4月3日 - 2025年3月26日
  - リポーター:2025年4月 -
- 新プロジェクトX〜挑戦者たち〜（総合司会:2024年4月6日 - ）